# Illa Santiago
|  | Per a altres significats, vegeu «Santiago (Cap Verd)». |

Santiago (pronunciat [sanˈtjaɣo] en castellà) és una de les illes Galápagos. També rep el nom de San Salvador, que també fou el nom de la primera illa descoberta per Colom al mar Carib (vegeu illa de San Salvador), o com a Illa James. L'illa, que consta de dos volcans superposats, té una superfície de 585 quilometres quadrats (226 sq mi) i una altitud màxima de 907 metres (2,976 ft), dalt del volcà escut nord - oest. El volcà del sud-est de l'illa va entrar en erupció al llarg d'una fissura lineal, i és molt més baix. Les colades de lava més antigues de l'illa es remunten a fa 750.000 anys.

## Geologia

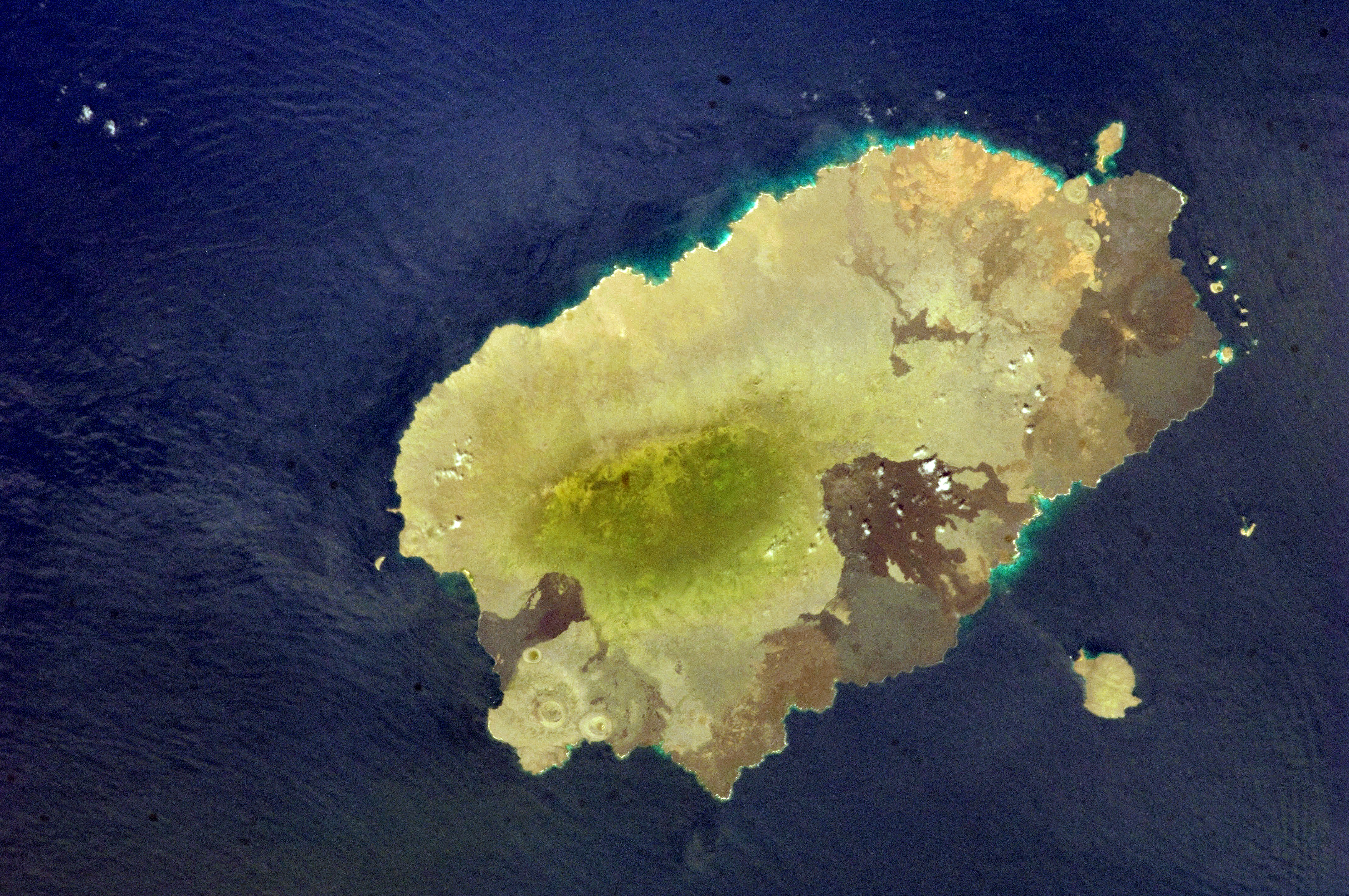
Vista de l'illa Santiago amb el sud-oest a la part superior (centre)

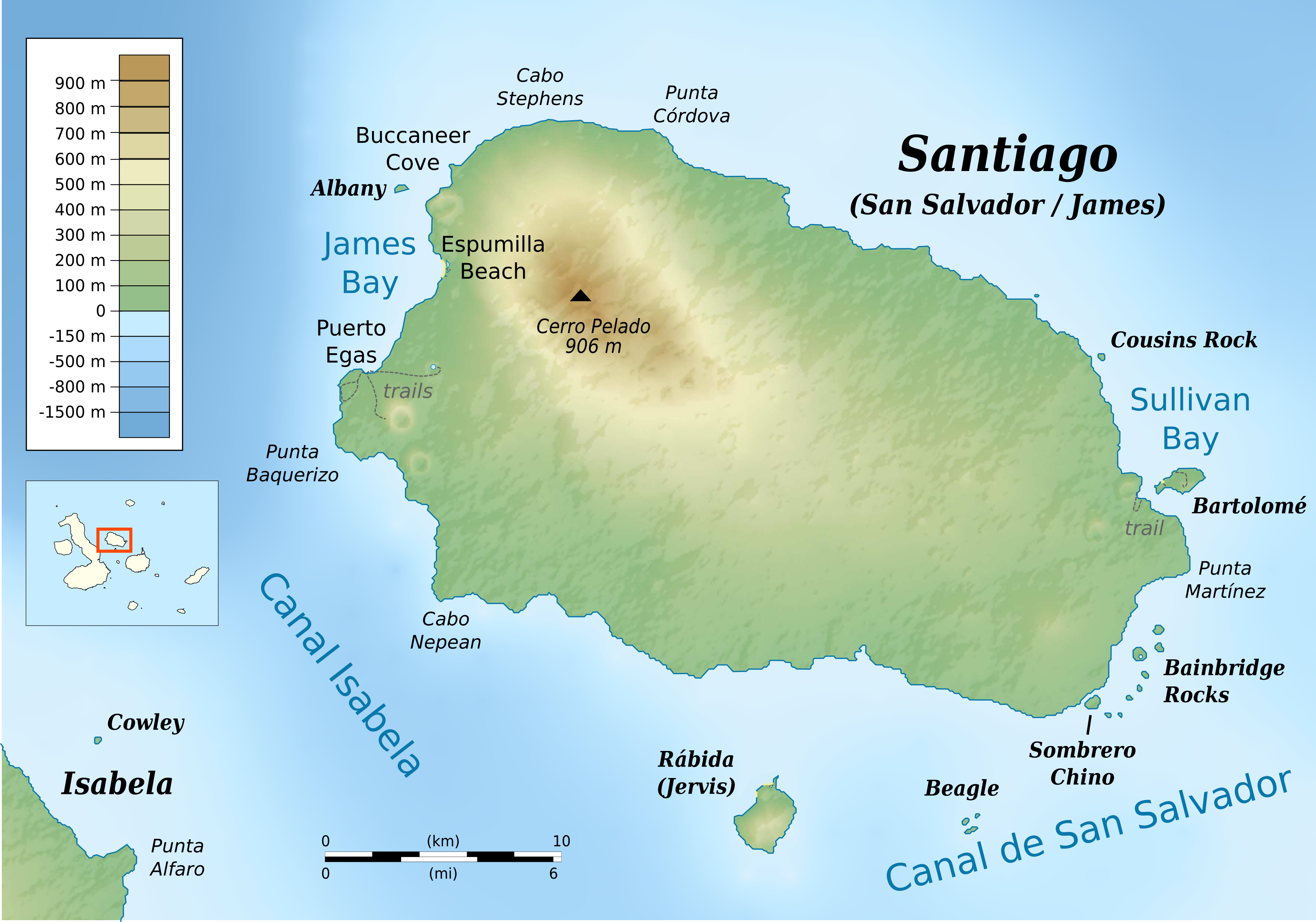
Mapa topogràfic

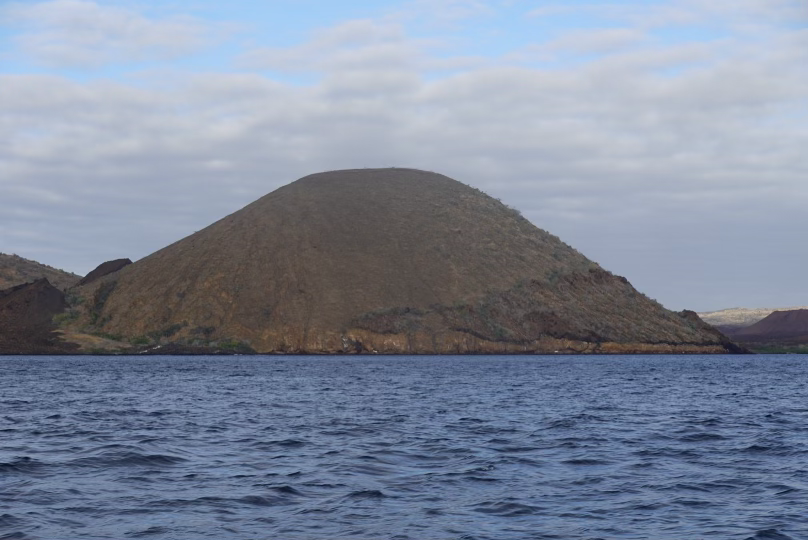
Con de tova al costat est de l'illa

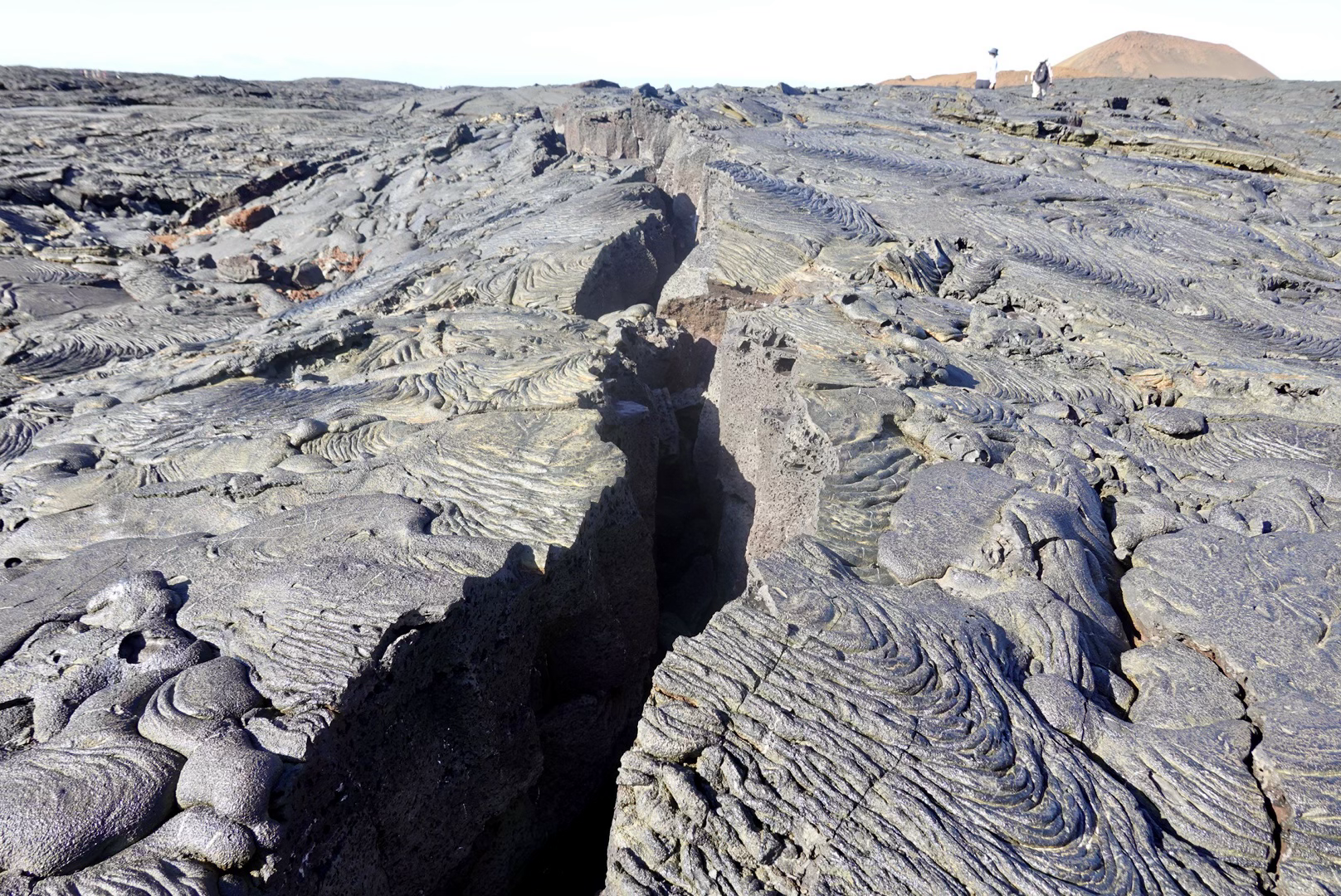
Colada de lava endurida esquerdada a l'illa

L'illa Santiago es va formar a partir d'un volcà escut anomenat Santiago. Els cims baixos i plans del volcà van permetre que la lava de baixa viscositat fluís a grans distàncies des dels orificis de sortida. L'origen volcànic de l'illa ha fet que estigui esquitxada de roca piroclàstica holocena que es pot trobar a tota l'illa. Als extrems oriental i occidental de l'illa hi ha cons de toba formats per la ràpida interacció de la lava calenta amb l'aigua. El cim del volcà es troba a la part nord-oest de l'illa i l'última activitat volcànica registrada a l'illa Santiago fou entre 1904 i 1906.

## Fauna salvatge

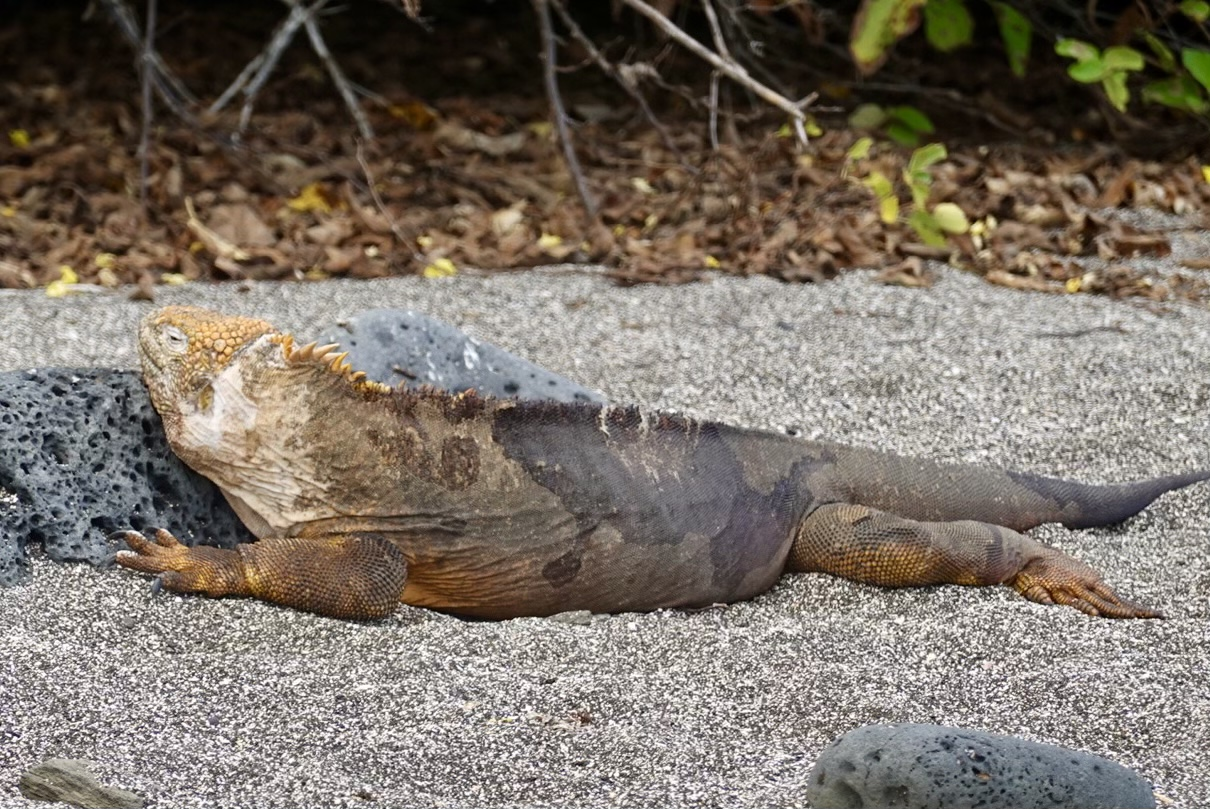
Iguana terrestre prenent el sol

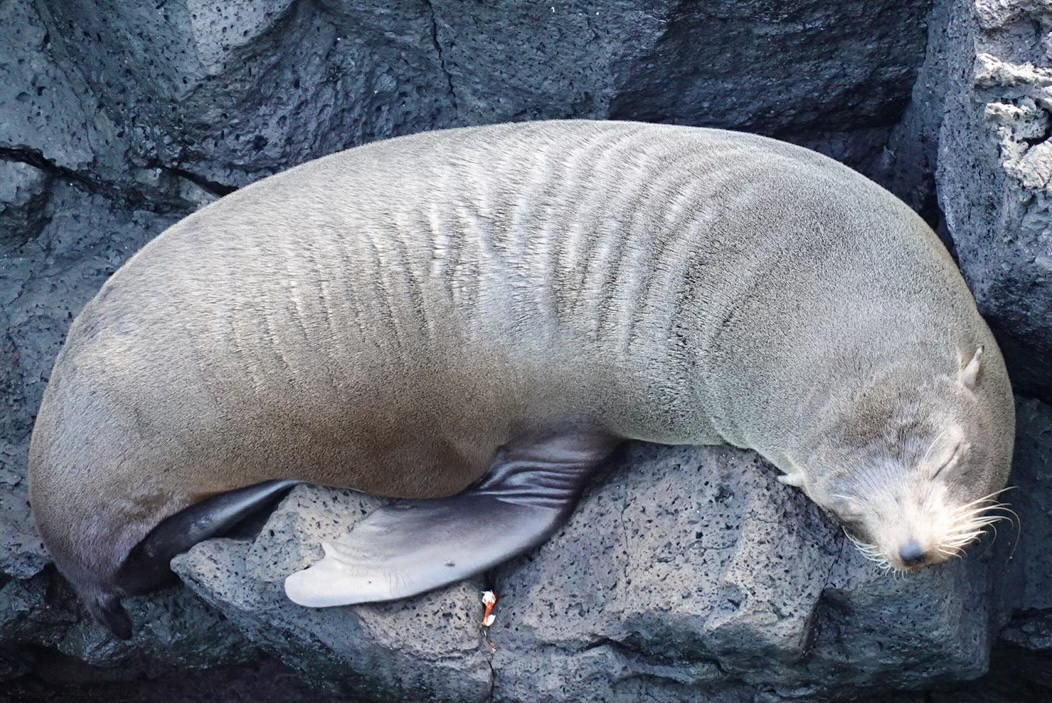
Lleó marí de les Galápagos fent una becaina entre formacions de lava endurida

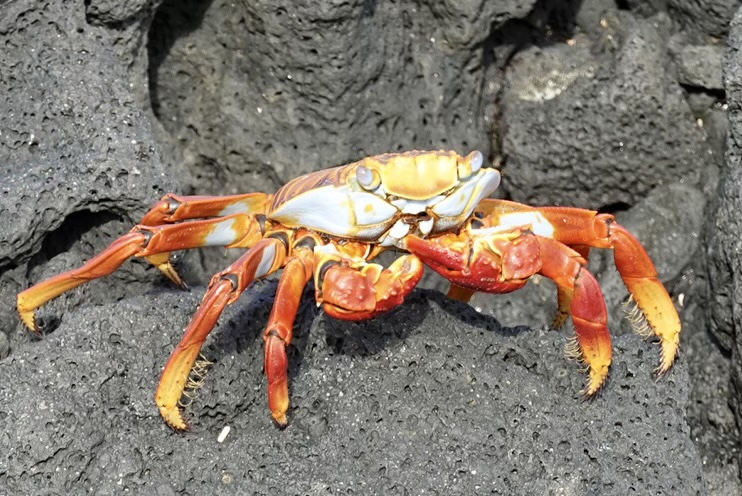
Grapsus grapsus a Santiago

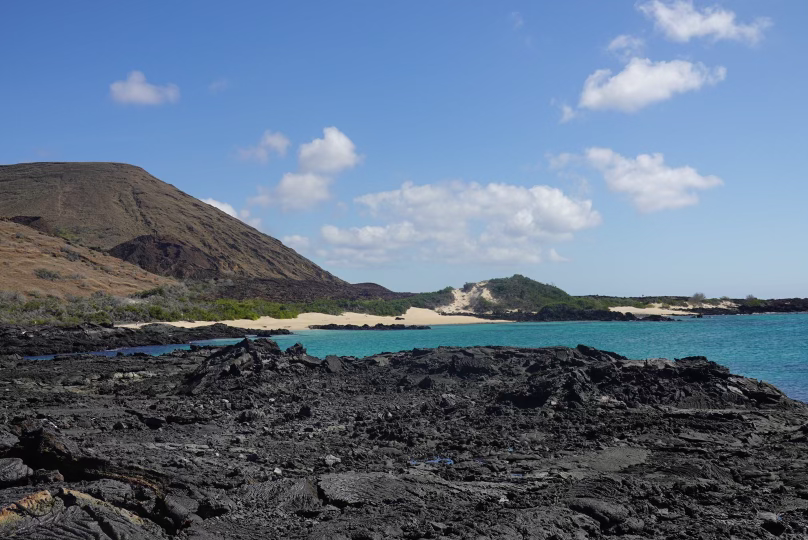
Panorama del costat est (aprecieu la sorra i la vegetació més antigues al fons i la lava endurida més recent en primer terme)

Com les altres illes de l'arxipèlag de les Galàpagos, l'illa de Santiago és plena de vida salvatge, especialment espècies endèmiques de les Galápagos. Alguns animals que es veuen habitualment a l'illa inclouen l'os marí de les Galápagos, el lleó marí de les Galápagos, Grapsus grapsus, la iguana marina i la iguana terrestre de les Galápagos, Tursiops, orizominis i Microlophus. Charles Darwin a l'octubre de 1835 va assenyalar que la població d'iguanes terrestre de l'illa era immensa: "No puc donar una prova més contundent del seu nombre que afirmant que quan ens vam deixar a l'illa James no vam poder trobar un lloc lliure de la seva quantitat durant algun temps. caus on plantar la nostra única tenda". Sobre les plantes i la vegetació, Darwin va observar: "Com a les altres illes, la regió baixa estava coberta per arbustos gairebé sense fulles, però els arbres aquí tenien un creixement més gran que en altres llocs. La regió superior, mantenint-se humida pels núvols, suporta una vegetació verda i florida."

## Reintroducció de les iguanes terrestres
La Direcció del Parc Nacional i Conservació de les Illes Galápagos va reintroduir 1.436 iguanes terrestres de Galápagos (Conolophus subcristatus) a l'illa Santiago el 4 de gener de 2019 després d'una absència de 180 anys. Els socis van reintroduir les iguanes terrestres en un esforç per restaurar la salut ecològica de l'illa i oferir l'oportunitat perquè aquesta espècie d'iguana hi prosperés. Les iguanes terrestres provenien de l'illa North Seymour, on es van introduir a la dècada de 1930 i han augmentat a més de 5.000 i s'han enfrontat a la manca de disponibilitat d'aliments. Charles Darwin va ser la segona persona que va registrar iguanes terrestres vives a l'illa de Santiago el 1835, i Abel-Nicolas Bergasse du Petit-Thouars va ser l'últim el 1838.